# Caminheiro-dos-pampas
Petinha-das-pampas ou caminheiro-das-pampas (Anthus chacoensis) é uma espécie de ave da família Motacillidae.
Pode ser encontrada nos seguintes países: Argentina e Paraguai.
Os seus habitats naturais são: campos de gramíneas de clima temperado.